# أندريا كروساريول
أندريا كروساريول (بالإيطالية: Andrea Crosariol)‏ مواليد 11 نوفمبر 1984 في ميلانو، هو لاعب كرة سلة إيطالي بدأ مسيرته الاحترافية في سنة 2006. يبلغ طوله 6 قدم 11 بوصة (2.1 م).

## فرق لعب لها
- فيرتوس روما
- فيكتوريا يبرتاس بيزارو
- إي دبليو إي باسكتس أولدنبورغ

## روابط خارجية
- أندريا كروساريول على موقع الاتحاد الدولي لكرة السلة (الإنجليزية)
- أندريا كروساريول على موقع الدوري الأوروبي لكرة السلة (الإنجليزية)
- أندريا كروساريول على موقع كرة السلة الأوروبية.كوم (الإنجليزية)
- أندريا كروساريول على موقع كلية كرة السلة في سبورتس رفرنس.كوم (الإنجليزية)
- أندريا كروساريول على موقع ريلجم (الإنجليزية)
- أندريا كروساريول على موقع بروبوليرز (الإنجليزية)
- أندريا كروساريول على موقع سبورتس رفرنس (الإنجليزية)